# ティム・ハンター
ティム・ハンター（Tim Hunter、1947年6月15日 - ）は、アメリカ合衆国の映画監督、テレビ監督である。

## 経歴
1947年6月15日、カリフォルニア州ロサンゼルスに生まれる。
1982年、マット・ディロン主演の『テックス』がニューヨーク映画祭で上映される。1986年、『リバース・エッジ』を監督する。2003年、『The Failures』がカンヌ国際映画祭で上映される。

## フィルモグラフィー
特記のない作品は監督のみを担当。

### 映画
- レベルポイント Over the Edge （1978年） - 脚本
- テックス Tex （1982年） - 監督・脚本
- 跳べ!シルベスター Sylvester （1985年）
- リバース・エッジ River's Edge （1986年）
- ザ・コレクター/沈黙のオブジェ Paint It Black （1990年）
- 聖者の眠る街 The Saint of Fort Washington （1993年）
- ザ・メイカー The Maker （1997年）
- The Failures （2003年）
- コントロール Control （2004年）
- The Far Side of Jericho （2006年）
- ダークサイド Looking Glass （2018年）

### テレビ映画
- ライズ・オブ・ツインズ Lies of the Twins （1991年）
- The Colony （1996年）
- The People Next Door （1996年）
- レスキュアーズ 二つの家族 Rescuers: Stories of Courage: Two Families （1998年）
- レスキュアーズ 戦火に燃えた勇気 Rescuers: Stories of Courage: Two Couples （1998年）
- 殺人ゲーム Mean Streak （1999年）
- Anatomy of a Hate Crime （2001年）
- Video Voyeur: The Susan Wilson Story （2002年）
- Out of Order （2003年）
- マイアミ・ギャングスター Kings of South Beach （2007年）

### テレビ
- ツイン・ピークス Twin Peaks （1990年 - 1991年）
- CSI:ニューヨーク CSI: NY （2004年）
- Dr.HOUSE House M.D. （2005年）
- デッドウッド 〜銃とSEXとワイルドタウン Deadwood （2006年）
- サンズ・オブ・アナーキー Sons of Anarchy (2008年)
- アーミー・ワイフ Army Wives （2008年）
- glee/グリー Glee （2011年）
- アメリカン・ホラー・ストーリー American Horror Story （2011年）
- リベンジ Revenge （2011年 - 2012年）
- ダニーのサクセス・セラピー Necessary Roughness （2011年 - 2013年）
- プリティ・リトル・ライアーズ Pretty Little Liars （2012年）
- ハンニバル Hannibal （2013年 - 2014年）
- GOTHAM/ゴッサム Gotham (2014年)
- ウェイワード・パインズ 出口のない街 Wayward Pines （2015年）
- BOSCH/ボッシュ Bosch (2016年、2018年)